# Ahipara
Ahipara – miasto w Nowej Zelandii położone w regionie Northland. Położone jest w południowym krańcu cypla Ninety Mile Beach. Pobliskie miasto Kaitaia oddalone jest o 14 km na północny wschód, zaś Pukepoto jest umiejscowione pomiędzy Kaitaia i Ahipara. Według danych szacunkowych z roku 2009 miasto zamieszkiwało 1128 mieszkańców. Według danych spisowych z XII 2013 r. liczyło 1137 mieszkańców.